# World Games 2025/Teilnehmer (Nigeria)
| Gelbes Symbol für Goldmedaillen mit stilisierten Olympischen Ringen | Graues Symbol für Silbermedaillen mit stilisierten Olympischen Ringen | Braundes Symbol für Bronzemedaillen mit stilisierten Olympischen Ringen |
| ------------------------------------------------------------------- | --------------------------------------------------------------------- | ----------------------------------------------------------------------- |
| —                                                                   | —                                                                     | —                                                                       |

Nigeria nahm an den World Games 2025 mit einem Athleten teil.

## Teilnehmer nach Sportarten

### Squash
| Athleten           | Wettbewerb      | 1. Runde    | 1. Runde    | Achtelfinale  | Achtelfinale  | Viertelfinale | Viertelfinale | Halbfinale     | Halbfinale    | Finale/Platz 3  | Finale/Platz 3 | Rang |
| Athleten           | Wettbewerb      | Gegner      | Ergebnis    | Gegner        | Ergebnis      | Gegner        | Ergebnis      | Gegner         | Ergebnis      | Gegner          | Ergebnis       | Rang |
| ------------------ | --------------- | ----------- | ----------- | ------------- | ------------- | ------------- | ------------- | -------------- | ------------- | --------------- | -------------- | ---- |
| Frauen             |                 |             |             |               |               |               |               |                |               |                 |                |      |
| Onaopemipo Adegoke | Sanda bis 70 kg | Alex Lau    | 1:3         | ausgeschieden | ausgeschieden | ausgeschieden | ausgeschieden | ausgeschieden  | ausgeschieden | ausgeschieden   | ausgeschieden  | 18   |
| Onaopemipo Adegoke | Sanda bis 70 kg | Trostrunde: | Trostrunde: | Zhou Penglin  | 3:0           | Zhang Guanyu  | 3:0           | Jakub Solnický | 3:2           | Ronald Palomino | 0:3            | 18   |